# Timothy Leary
Timothy Francis Leary (22 tháng 10 năm 1920 – 31 tháng 5 năm 1996) là một nhà tâm lý học và tác giả người Mỹ nổi tiếng vì sự ủng hộ mạnh mẽ của ông đối với chất thức thần. Các đánh giá về Leary bị phân cực, từ nhà tiên tri táo bạo đến kẻ đáng khinh công khai. Theo nhà thơ Allen Ginsberg, ông là "anh hùng của ý thức Mỹ", và nhà văn Tom Robbins gọi ông là "nhà du hành thần kinh dũng cảm". Trong những năm 1960 và 1970, Leary đã bị bắt 36 lần. Tổng thống Richard Nixon mô tả ông là "người đàn ông nguy hiểm nhất nước Mỹ".
Là một nhà tâm lý học lâm sàng tại Đại học Harvard, Leary đã thành lập Dự án Psilocybin Harvard sau trải nghiệm khải thị về nấm ma thuật mà ông có được ở Mexico vào năm 1960. Ông lãnh đạo Dự án từ năm 1960 đến năm 1962, thử nghiệm tác dụng điều trị của lysergic acid diethylamide (LSD) và psilocybin, khi đó là hợp pháp ở Hoa Kỳ, trong Thí nghiệm Nhà tù Concord và Thí nghiệm Nhà nguyện Marsh. Các giảng viên khác của Harvard đã đặt câu hỏi về tính hợp pháp và đạo đức khoa học trong nghiên cứu của ông vì ông đã tự mình sử dụng chất gây ảo giác cùng với các đối tượng của mình và bị cáo buộc đã gây áp lực để sinh viên tham gia. Harvard sa thải Leary và đồng nghiệp Richard Alpert (sau này gọi là Ram Dass) vào tháng 5 năm 1963. Nhiều người chỉ biết đến chất thức thần sau vụ bê bối ở Harvard.
Leary tin rằng LSD có tiềm năng sử dụng trong điều trị tâm thần. Ông đã phát triển mô hình tám mạch của ý thức trong cuốn sách Exo-Psychology xuất bản năm 1977 và giảng bài, thỉnh thoảng tự gọi mình là "triết gia biểu diễn". Ông cũng phát triển triết lý mở rộng tâm trí và sự thật cá nhân thông qua LSD. Sau khi rời Harvard, ông tiếp tục công khai quảng bá chất thức thần và trở thành một nhân vật nổi tiếng trong văn hóa phản kháng của thập niên 1960. Ông đã phổ biến những câu cửa miệng quảng bá triết lý của mình, chẳng hạn như "turn on, tune in, drop out", "set and setting" và "think for yourself and question authority". Ông cũng viết và phát biểu thường xuyên về siêu nhân học, sự di cư vào không gian của con người, sự gia tăng trí thông minh và kéo dài sự sống (SMI²LE).

## Tác phẩm

### Sách
Sách và tác phẩm được Leary viết gồm:
- Interpersonal Diagnosis of Personality (1957)
- The Psychedelic Experience (1964)
- Turn On, Tune In, Drop Out (1966/1999)
- The Politics of Ecstasy (1968)
- High Priest (1968)
- Neurologic (1973)
- What Does Woman Want? (1976)
- Neuropolitique (1977)
- Flashbacks (1983)
- Chaos & Cyber Culture (1994)
- The Delicious Grace of Moving One's Hand (1999)
- Your Brain is God (2001)

### Tác phẩm được chú thích
- Graboi, Nina (1991). One Foot in the Future: A Woman's Spiritual Journey. Aerial Press. ISBN 978-0942344103.
- Greenfield, Robert (2006). Timothy Leary: A Biography. Houghton Mifflin Harcourt. ISBN 978-0151005000.
- Higgs, John (2006). I Have America Surrounded: The Life of Timothy Leary. United Kingdom: Friday Books. ISBN 1905548257.
- Krassner, Paul (2000). Paul Krassner's Impolite Interviews. Seven Stories Press. ISBN 1888363924.
- Leary, Timothy (1950). The Social Dimensions of Personality: Group Process and Structure (PhD). University of California.
- Leary, Timothy; Freeman, Mervin; Ossorio, Abel; Coffey, Hubert (1951). “The Interpersonal Dimension of Personality”. Journal of Personality. 20 (2): 143–161. doi:10.1111/j.1467-6494.1951.tb01518.x. PMID 14918048.
- Leary, Timothy (1957). Interpersonal diagnosis of personality: a functional theory and methodology. New York, Ronald Press Co.
- Leary, Timothy (1969). “The Effects of Consciousness Expanding Drugs in Prisoner Rehabilitation”. Psychedelic Review (10).
- Leary, Timothy (1977). Exo-Psychology: A Manual on the Use of the Human Nervous System According to the Instructions of the Manufacturers. Los Angeles: Star Seed/Peace Press. ISBN 0-915238-16-0. Truy cập 27 Tháng Một năm 2020.
- Leary, Timothy (1982). Changing My Mind, Among Others: Lifetime Writings. Prentice Hall Inc. ISBN 0131278118.
- Leary, Timothy (1983). Flashbacks. Heinemann. ISBN 0874773172.
- Leary, Timothy; Horowitz, Michael; Marshall, Vicky (1994). Chaos & Cyber Culture. Ronin Publishing. ISBN 0-914171-77-1.
- Leary, Timothy; Ginsberg, Allen (1995). High Priest. Ronin Publishing. ISBN 0-914171-80-1.
- Leary, Timothy (1998). The Politics of Ecstasy. Ronin. ISBN 978-1579510312.
- Leary, Timothy (2000). The Politics of Self-Determination. Ronin. ISBN 1-57951-015-9.
- Leary, Timothy; Alpert, Richard; Metzner, Ralph (2008). The Psychedelic Experience: A Manual Based on the Tibetan Book of the Dead. Penguin Classics. ISBN 978-0141189635.
- Leary, Zachary (22 tháng 3 năm 2025). “It Was Twenty Years Ago Today...”. zachleary.com. Bản gốc lưu trữ 1 Tháng sáu năm 2016.
- Leary, Zachary (8 tháng 1 năm 2019). “Private Guided Journeys”. Bản gốc lưu trữ 25 tháng Chín năm 2019. Truy cập 25 tháng Chín năm 2019.
- Lee, Martin A.; Shlain, Bruce (1992). Acid Dreams: The Complete Social History of LSD: The CIA, the Sixties, and Beyond. Grove Press. ISBN 978-0802130624.
- Metzner, Ralph; Weil, G. (1963). “Predictive Recidivism: Base Rates for Concord Constitution”. Journal of Criminal Law, Criminology, and Police Science. doi:10.2307/1140984. JSTOR 1140984.
- Metzner, Ralph (tháng 7 năm 1965). “A New Behavior Change Program for Adult Offenders Using Pscilocybin”. Psychotherapy.
- Smith, Huston (2001). Cleansing the Doors of Perception: The Religious Significance of Entheogenic Plants and Chemicals. Jeremy P Tarcher. ISBN 1585420344.
- Stevens, Jay (1983). Storming Heaven: LSD and the American Dream. Flamingo. ISBN 0586087966.
- Weil, Andrew T. (5 tháng 11 năm 1963). “The Strange Case of the Harvard Drug Scandal”. Look (27).
- Wilson, Robert Anton (2000) [1983]. Prometheus Rising. Falcon Press. ISBN 0941404196.
- Wilson, Robert Anton (1991). Cosmic Trigger. 1. New Falcon Publications. ISBN 0941404463.
- Wolfe, Tom (1989). The Electric Kool-Aid Acid Test. Black Swan. ISBN 0552993662.